# Jean-Michel Bayle
Jean-Michel Bayle (Manosque, 1º aprile 1969) è un pilota motociclistico francese ritiratosi dall'attività agonistica, tra i pochi ad avere ottenuto risultati di rilievo sia nelle competizioni fuoristrada che in quelle in circuito.

## Carriera
Dopo la conquista di due titoli mondiali motocross nel 1988 e 1989 (1 in 250 ed 1 in 125), decise di trasferirsi nel campionato AMA di motocross negli Stati Uniti, ed al secondo anno, nel 1991, conquistò una tripletta, laureandosi contemporaneamente campione 250, 500 National e Supercross, venendo per questo nel 2000 inserito nella AMA Motorcycle Hall of Fame. Dopo le vittorie nel motocross, decise di dedicarsi alle corse su asfalto della velocità su pista dove alternò buone prestazioni ad altre meno convincenti.
Il suo esordio nel motomondiale avvenne nella stagione 1992 in occasione del Gran Premio motociclistico di Francia su una Honda in classe 250 ma i suoi primi punti validi per le classifiche iridate li ottenne l'anno successivo, nella stessa classe ma alla guida di una Aprilia. Dopo tre stagioni corse nella quarto di litro, Bayle passò nel 1996 alla classe 500 alla guida di una Yamaha YZR 500 nel Marlboro Team Roberts gestito da Kenny Roberts.
Resta nello stesso team anche nel motomondiale 1997 pur con il cambio di motocicletta passando alla KR V3 che correva sotto le insegne della Modenas; nel 1998 tornò invece a correre con una Yamaha del team Rainey, squadra gestita da un altro campione del mondo, in questo caso Wayne Rainey. Le ultime apparizioni nelle classifiche iridate della 500 furono invece nella stagione 1999, nuovamente sulla Modenas KR3 del team Proton KR Modenas. In occasione del motomondiale 2002 fece delle altre apparizioni in quella che era diventata nel frattempo la MotoGP; utilizzando però ancora una Yamaha YZR500 con motore a due tempi per conto del team Red Bull Yamaha WCM, non ottenne risultati di particolare rilievo.
Oltre che per il suo palmarès in motocross e nel motomondiale, notevole il suo risultato nel campo delle gare di durata come ad esempio il Bol d'Or, vinto sia nel 2002 che nel 2003.

## Risultati nel motomondiale

### Classe 250
| 1992 | Classe | Moto  |  |  |  |  |  |  |  |  |  |    |  |  |  |  |  | Punti | Pos. |
| ---- | ------ | ----- |  |  |  |  |  |  |  |  |  | -- |  |  |  |  |  | ----- | ---- |
| 1992 | 250    | Honda |  |  |  |  |  |  |  |  |  | 24 |  |  |  |  |  | 0     |      |

| 1993 | Classe | Moto    |    |    |    |    |    |    |    |    |    |   |     |    |     |    |  | Punti | Pos. |
| ---- | ------ | ------- | -- | -- | -- | -- | -- | -- | -- | -- | -- | - | --- | -- | --- | -- |  | ----- | ---- |
| 1993 | 250    | Aprilia | 19 | 16 | 21 | 14 | 17 | 14 | 16 | 18 | 18 | 8 | Rit | 19 | Rit | 12 |  | 16    | 22º  |

| 1994 | Classe | Moto    |    |   |    |   |    |    |   |   |   |   |   |     |   |   |  | Punti | Pos. |
| ---- | ------ | ------- | -- | - | -- | - | -- | -- | - | - | - | - | - | --- | - | - |  | ----- | ---- |
| 1994 | 250    | Aprilia | 10 | 7 | 11 | 8 | 11 | 11 | 6 | 8 | 5 | 5 | 6 | Rit | 7 | 8 |  | 105   | 8º   |

| 1995 | Classe | Moto    |     |   |     |   |   |     |     |    |     |    |     |    |     |  |  | Punti | Pos. |
| ---- | ------ | ------- | --- | - | --- | - | - | --- | --- | -- | --- | -- | --- | -- | --- |  |  | ----- | ---- |
| 1995 | 250    | Aprilia | Rit | 6 | Rit | 9 | 6 | Rit | Rit | 11 | Rit | 11 | Rit | NP | Rit |  |  | 37    | 15º  |

| Legenda | 1º posto        | 2º posto            | 3º posto            | A punti      | Senza punti        | Grassetto – Pole position Corsivo – Giro più veloce |
| Legenda | Gara non valida | Non qual./Non part. | Ritirato/Non class. | Squalificato | '-' Dato non disp. | Grassetto – Pole position Corsivo – Giro più veloce |

### Classe 500
| 1996 | Classe | Moto   |   |   |   |   |   |     |   |    |     |   |   |   |     |   |   |  | Punti | Pos. |
| ---- | ------ | ------ | - | - | - | - | - | --- | - | -- | --- | - | - | - | --- | - | - |  | ----- | ---- |
| 1996 | 500    | Yamaha | 6 | 8 | 8 | 7 | 5 | Rit | 8 | 10 | Rit | 9 | 6 | 4 | Rit | 7 | 5 |  | 110   | 9º   |

| 1997 | Classe | Moto        |     |    |    |   |    |     |     |   |     |   |    |     |     |     |    |  | Punti | Pos. |
| ---- | ------ | ----------- | --- | -- | -- | - | -- | --- | --- | - | --- | - | -- | --- | --- | --- | -- |  | ----- | ---- |
| 1997 | 500    | Modenas KR3 | Rit | 14 | 13 | 8 | 14 | Rit | Rit | 8 | Rit | 8 | NP | Rit | Rit | Rit | 16 |  | 31    | 18º  |

| 1998 | Classe | Moto   |  |  |  |  |  |  |  |  |  |   |   |     |  |   |  |  | Punti | Pos. |
| ---- | ------ | ------ |  |  |  |  |  |  |  |  |  | - | - | --- |  | - |  |  | ----- | ---- |
| 1998 | 500    | Yamaha |  |  |  |  |  |  |  |  |  | 8 | 5 | Rit |  | 7 |  |  | 28    | 16º  |

| 1999 | Classe | Moto        |    |     |  |     |     |     |  |  |  |  |  |  |  |  |  |  | Punti | Pos. |
| ---- | ------ | ----------- | -- | --- |  | --- | --- | --- |  |  |  |  |  |  |  |  |  |  | ----- | ---- |
| 1999 | 500    | Modenas KR3 | 12 | Rit |  | Rit | Rit | Rit |  |  |  |  |  |  |  |  |  |  | 4     | 28º  |

| Legenda | 1º posto        | 2º posto            | 3º posto            | A punti      | Senza punti        | Grassetto – Pole position Corsivo – Giro più veloce |
| Legenda | Gara non valida | Non qual./Non part. | Ritirato/Non class. | Squalificato | '-' Dato non disp. | Grassetto – Pole position Corsivo – Giro più veloce |

### MotoGP
| 2002 | Classe | Moto   |  |  |  |    |    |  |  |  |  |  |  |  |  |  |  |  | Punti | Pos. |
| ---- | ------ | ------ |  |  |  | -- | -- |  |  |  |  |  |  |  |  |  |  |  | ----- | ---- |
| 2002 | MotoGP | Yamaha |  |  |  | 14 | 13 |  |  |  |  |  |  |  |  |  |  |  | 5     | 24º  |

| Legenda | 1º posto        | 2º posto            | 3º posto            | A punti      | Senza punti        | Grassetto – Pole position Corsivo – Giro più veloce |
| Legenda | Gara non valida | Non qual./Non part. | Ritirato/Non class. | Squalificato | '-' Dato non disp. | Grassetto – Pole position Corsivo – Giro più veloce |